# ژرژ روکیه
ژرژ روکیه (فرانسوی: Georges Rouquier‎؛ ۲۳ ژوئن ۱۹۰۹ – ۱۹ دسامبر ۱۹۸۹) کارگردان فیلم، فیلم‌نامه‌نویس و هنرپیشه اهل فرانسه بود.

## فیلمشناسی
فاربیک